# Silvino Elvídio Carneiro da Cunha
Silvino Elvídio Carneiro da Cunha, premier et unique baron d’Abiaí (Paraíba, 1813 — Recife, 1892), était un homme politique brésilien.
Après avoir mené une carrière dans la magistrature et la haute fonction publique, et avoir été à plusieurs reprises député dans sa province natale de la Paraíba, il fut nommé par l'Empereur président de plusieurs provinces du Nord-este et du nord brésiliens, en particulier de la Paraíba.

## Biographie
Fils de Manuel Florentino Carneiro da Cunha, il se diplôma à la faculté de droit d’Olinda, dans le Pernambouc, en 1853. Il fut ensuite député provincial dans la Paraíba pendant la durée de plusieurs législatures.
Il exerça la fonction de président provincial, tour à tour dans la province de la Paraíba, d’avril à juin 1869, du Rio Grande do Norte, de mars 1870 à janvier 1871, d’Alagoas, de mai 1871 à décembre 1872, du Maranhão, de mars à octobre 1873, et à nouveau de la Paraíba, d’octobre 1873 à avril 1876. C’est en cette dernière qualité qu’il eut à faire face fin octobre 1874 à la révolte dite de Quebra-Quilos, mouvement insurrectionnel de la petite paysannerie nordestine excédée par une pression fiscale excessive et, accessoirement, par l’entrée en vigueur du système décimal dans les poids et mesures. Carneiro da Cunha toutefois préféra imputer les troubles aux menées de certains prêtres réfractaires, dans le cadre de la dénommée question religieuse, conflit alors à son point culminant entre État brésilien et Église catholique. La crise, qui d’ailleurs débuta dans la Paraíba, pour se propager rapidement ensuite dans les provinces limitrophes du Rio Grande do Norte et du Pernambouc, puis en Alagoas, porta Carneiro da Cunha, qui vit ses forces de police et la garde nationale bientôt débordées par les émeutes, à solliciter d’abord de l’aide auprès de son confrère pernamboucain Lucena, qui lui envoya quelques troupes,, et à expédier des télégrammes de détresse au pouvoir central, lequel résolut de dépêcher depuis Rio de Janeiro un corps expéditionnaire de 750 hommes de troupe et 47 officiers pour mater la rébellion, ce qui fut fait dans les quelques mois qui suivirent. Des quatre provinces touchées par le Quebra-Quilos, il semble que ce soit dans la Paraíba que la répression fut la plus violente.
Il avait également occupé le poste d’inspecteur des douanes de la Paraíba, d’Amazonas et du Maranhão. En plus de délégué de la police, d’accusateur public et de secrétaire du gouvernement, il fut aussi directeur de l’instruction publique et procureur fiscal du ministère des Finances dans la Paraíba. 
Il épousa en 1850 Adelina Bezerra Cavalcanti de Albuquerque, baronne-consort d’Abiaí. Il devint membre de l’Institut historique et géographique du Pernambouc.
Il s’éteignit à bord d’un bateau à vapeur faisant le service d’Olinda à Recife.

## Titres nobiliaires et distinctions

Armoiries du baron d’Abiaí.

Carneiro da Cunha fut récipiendaire de Ordre impérial de la Rose et de l’Ordre impérial du Christ, et reçut en France la médaille du Mérite agricole et le titre d’officier de la Légion d’honneur. Il fut fidalgo chevalier de la Maison impériale.
Il se vit conférer le titre de baron d’Abiaí par décret impérial du 18 janvier 1882, ce titre faisant référence à la localité paraíbaine d’Abiaí, depuis lors rebaptisée Pitimbu.